# Flanders Fields

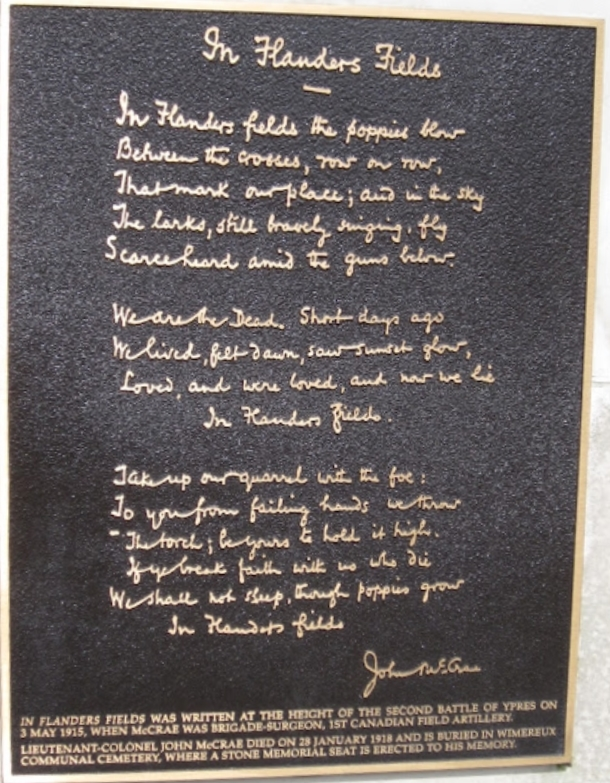
La targa commemorativa della poesia In Flanders Fields

Flanders Fields (Campi delle Fiandre) è il nome inglese abituale per indicare i campi di battaglia della prima guerra mondiale in un'area a cavallo tra le province belghe delle Fiandre Occidentali e le Fiandre Orientali, nonché il dipartimento francese del Nord-Passo di Calais, parte del quale costituisce l'area conosciuta come Fiandre francesi.

## Descrizione
Il nome Flanders Fields è collegato in particolare alle battaglie che si svolsero nel saliente di Ypres, tra cui la seconda battaglia di Ypres e la battaglia di Passchendaele. Per gran parte della guerra, la prima linea correva continuamente da sud di Zeebrugge sulla costa belga, attraverso Flanders Fields nel centro della Francia settentrionale prima di spostarsi verso est ed era conosciuta come Fronte occidentale.
La frase fu resa popolare da una poesia intitolata In Flanders Fields del tenente colonnello canadese John McCrae, poeta e medico, ispirata al suo servizio durante la seconda battaglia di Ypres. I campi rimasero trascurati per anni prima di essere trasformati in un memoriale. Oggi Flanders Fields ospita decine di migliaia di papaveri.